# Dave Radrigai
Dave Radrigai (15 marzo 1990) è un calciatore figiano, centrocampista del Suva e della nazionale figiana.

## Carriera

### Club
Nel 2017 firma un contratto con il Lautoka.

### Nazionale
Ha debuttato in nazionale il 19 agosto 2015, in Figi-Tonga (5-0). Viene convocato per i Giochi del Pacifico 2019.